# Rho1 Cephei
Rho¹ Cephei (ρ¹ Cephei), també coneguda com a 28 Cep, HR 1989, HD 213798 és una doble estrella òptica localitzada a la constel·lació de Cefeu. L'altre component és Rho² Cephei, que en realitat és més prominent.
Rho¹ Cephei és una estrella A3V amb una magnitud aparent visual de +5.83, i la magnitud absoluta de +1.85. És ubicada a 62 pc del Sol.
Rho¹ Cephei es troba en ascensió recta de 22h 29m 52,98s i la seva declinació és +78deg 49 arcmin 27.42 arcsec.